# St. John (Trinidad y Tobago)
St. John es una parroquia de Trinidad y Tobago.

## Geografía
La parroquia abarca parte de la isla de Tobago y limita al norte con el mar Caribe, al sur con las parroquias de St. Mary y St. Paul, al este con el océano Atlántico y al oeste con la parroquia de St. David.

## Organización territorial
Consta de ocho localidades:
- Bloody Bay
- Campbleton-Charlotteville
- Charlotteville
- L'Anse Fourmi
- Lucy Vale
- Parlatuvier
- Speyside
- Top Hill

## Demografía
Datos demográficos de la parroquia de St. John:
| Gráfica de evolución demográfica de St. John entre 2000 y 2011 |
|                                                                |